# Oštrica
Koordinati:   43°41′45″N, 15°42′52″E
Oštrica je majhen nenaseljen otoček v Jadranskem morju. Pripada Hrvaški.
Oštrica leži pred med zalivoma Luka in Mrtovac na otoku Kaprije. Površina otočka meri 0,021 km². Dolžina obalnega pasu je 0,54 km.